# Quadrangle d'Isabella
Le quadrangle d'Isabella (littéralement :  quadrangle du cratère Isabella), aussi identifié par le code USGS V-50, est une région cartographique en quadrangle sur Vénus. Elle est définie par des latitudes comprises entre 25° et 50° S et des longitudes comprises entre 180° et 210° E,. Il tire son nom du cratère Isabella.